# Мічурінська сільська рада (Білогірський район)
Мічурінська сільська́ ра́да — адміністративно-територіальна одиниця та орган місцевого самоврядування в Білогірському районі Автономної Республіки Крим. Адміністративний центр — село Мічурінське.

## Загальні відомості
- Населення ради: 1 564 особи (станом на 2001 рік)

## Населені пункти
Сільській раді підпорядковані населені пункти:
- с. Мічурінське
- с. Лічебне

## Населення
Згідно з переписом УРСР 1989 року чисельність наявного населення сільської ради становила 1327 осіб, з яких 629 чоловіків та 698 жінок.
За переписом населення України 2001 року в сільській раді мешкали 1564 особи.

### Мова
Розподіл населення за рідною мовою за даними перепису 2001 року:
| Мова              | Відсоток |
| ----------------- | -------- |
| кримськотатарська | 48,91 %  |
| російська         | 45,01 %  |
| українська        | 5,12 %   |
| вірменська        | 0,19 %   |
| білоруська        | 0,13 %   |
| німецька          | 0,06 %   |
| інші              | 0,58 %   |

## Склад ради
Рада складається з 16 депутатів та голови.
- Голова ради: Пушкіна Любов Леонідівна
- Секретар ради: Федорова Світлана Данилівна

### Керівний склад попередніх скликань
| Прізвище, ім'я, по батькові | Основні відомості                                                                       | Дата обрання | Дата звільнення |
| --------------------------- | --------------------------------------------------------------------------------------- | ------------ | --------------- |
| Джапаров Юнус Фарухович     | Сільський голова, 1956 року народження, член Комуністичної партії України               | 26.03.2006   | 31.10.2010      |
| Пушкіна Любов Леонідівна    | Сільський голова, 1960 року народження, освіта середня спеціальна, член Партії регіонів | 31.10.2010   |                 |

Примітка: таблиця складена за даними сайту Верховної Ради України

### Депутати
За результатами місцевих виборів 2010 року депутатами ради стали:

#### За суб'єктами висування
| Суб'єкт висування | Кількість обраних депутатів | %  |
| ----------------- | --------------------------- | -- |
| Партія регіонів   | 8                           | 50 |
| Самовисування     | 8                           | 50 |

#### За округами
| № округу        | Прізвище, ім'я, по батькові      | Дата визнання обраним | Освіта             | Партійна приналежність | Відомості про обраного депутата                          |
| --------------- | -------------------------------- | --------------------- | ------------------ | ---------------------- | -------------------------------------------------------- |
| Партія регіонів |                                  |                       |                    |                        |                                                          |
| 1               | Максимов Віталій Вікторович      | 05.11.2010            | вища               | член Партії регіонів   | тимчасово не працює                                      |
| 4               | Федорова Світлана Данилівна      | 05.11.2010            | середня            | член Партії регіонів   | тимчасово не працює                                      |
| 6               | Сотніков Сергій Іванович         | 05.11.2010            | вища               | член Партії регіонів   | Мічурінський будинок культури, керівник народного театру |
| 10              | Сулейманова Гульнар Сейтумерівна | 05.11.2010            | середня            | член Партії регіонів   | тимчасово не працює                                      |
| 11              | Барабанова Світлана Михайлівна   | 05.11.2010            | середня            | член Партії регіонів   | пенсіонер                                                |
| 12              | Грачова Тамара Михайлівна        | 05.11.2010            | середня спеціальна | член Партії регіонів   | пенсіонер                                                |
| 13              | Медведєва Любов Миколаївна       | 05.11.2010            | середня            | член Партії регіонів   | Мічурінська сільська рада, начальник ВУС                 |
| 14              | Кузовкіна Євгенія Петрівна       | 05.11.2010            | середня            | член Партії регіонів   | тимчасово не працює                                      |
| Самовисування   |                                  |                       |                    |                        |                                                          |
| 2               | Фазилов Ісмаіл Субхийович        | 05.11.2010            | вища               | позапартійний          | МПП «Стімул», торговий представник                       |
| 3               | Балджі Ісмет Бекирович           | 05.11.2010            | середня            | позапартійний          | пенсіонер                                                |
| 5               | Ібрагімова Ельвіра Юнусівна      | 05.11.2010            | середня спеціальна | позапартійна           | приватний підприємець                                    |
| 7               | Аріфов Марлен Ібраїмович         | 05.11.2010            | вища               | позапартійний          | Мічурінський будинок культури, керівник театру естради   |
| 8               | Зінадінова Гусел Мамідіївна      | 05.11.2010            | вища               | позапартійна           | Мічурінська сільська рада, секретар                      |
| 9               | Беширов Ридван Люманович         | 05.11.2010            | середня            | позапартійний          | тимчасово не працює                                      |
| 15              | Бешерова Еміне                   | 05.11.2010            | середня            | позапартійна           | тимчасово не працює                                      |
| 16              | Лятіпова Рафіка Заітовна         | 05.11.2010            | середня спеціальна | позапартійна           | Лічебнівський сільський клуб, завідувачка                |